# Héctor Salvá
Héctor Salvá González (ur. 27 listopada 1939, zm. 20 listopada 2015) – piłkarz urugwajski, napastnik, rozgrywający. Także trener.
Jako piłkarz klubu Danubio FC wziął udział razem z reprezentacją Urugwaju w finałach mistrzostw świata w 1966 roku, gdzie Urugwaj dotarł do ćwierćfinału. Salvá wystąpił tylko w jednym spotkaniu - ćwierćfinałowym meczu z Niemcami.
Wziął także udział w turnieju Copa América 1967, gdzie Urugwaj zdobył mistrzostwo Ameryki Południowej. Salvá zagrał we wszystkich pięciu meczach - z Boliwią, Wenezuelą, Chile, Paragwajem i Argentyną.
Od 1 czerwca 1960 do 30 lipca 1967 rozegrał w reprezentacji Urugwaju 18 meczów i zdobył 2 bramki
Grał w klubach Nacional, Rampla Juniors (w 1964 został królem strzelców ligi urugwajskiej) i Danubio.